# Anochetus vallensis
Anochetus vallensis é uma espécie de formiga do gênero Anochetus, pertencente à subfamília Ponerinae.